# Обыкновенная гринда
Обыкнове́нная гри́нда, или гринда, или се́верная гри́нда, или чёрная гри́нда, или чёрный дельфи́н, или шароголо́вый дельфи́н, или круглоголо́вый кит (лат. Globicephala melas), — морское млекопитающее из рода гринд (Globicephala) семейства дельфиновых (Delphinidae).

## Внешний вид

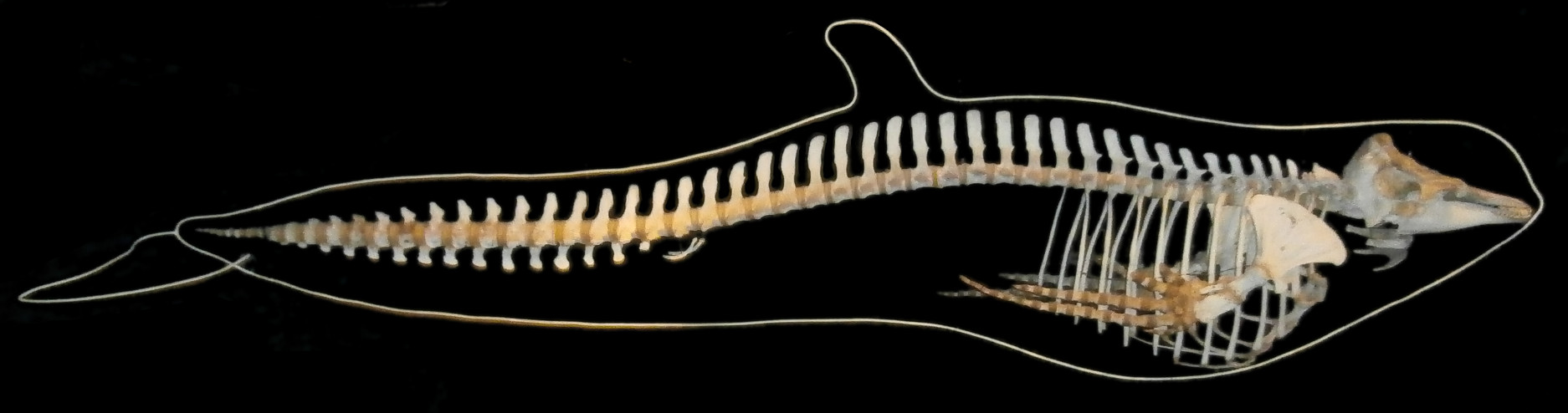
Скелет обыкновенной гринды

Наиболее характерной чертой обыкновенных гринд является большая голова, имеющая форму дыни. Такая форма появляется не сразу после рождения, а только после полового созревания. Окрас в основном чёрный, с серым пятном седловидной формы за спинным плавником. Длина тела самцов может достигать 8,5 м, в среднем составляет 6 м; масса до 3 800 кг. Самки меньше по размерам: максимальная длина тела 6 м, средняя — 4,8 м, масса — до 1 800 кг.

## Поведение
Обыкновенные гринды — социальные животные, живущие в стаях. Такие стаи включают от 10 до 50 животных, иногда больше 1 000. Самок, как правило, больше, поскольку самцы имеют высокий уровень смертности, и покидают стаю, как только достигают половой зрелости.
Гринды являются кочевыми животными, перемещаясь на больших площадях в течение всего года. Эти перемещения играют различную роль, например, для добычи питания.
Для общения между собой обыкновенные гринды используют язык звуков. Эти сигналы довольно простые во время отдыха, однако при приближении опасности или жертвы звуки становятся более сложными. Звуки также используются животными при эхолокации, позволяющей китам ориентироваться в пространстве.

## Питание
Обыкновенные гринды — плотоядные животные. Питаются в основном моллюсками и рыбой, и съедают около 34 кг пищи в день. Любимой пищей являются кальмары, а также различные виды рыб — треска, скумбрия, сельдь.

## Размножение
Спаривание происходит между членами стаи. Во время ухаживания самцы ведут себя агрессивно друг с другом, сталкиваются головами на большой скорости. Полигамный вид.
Спаривание может происходить в любое время года, но пик брачного сезона приходится на период с апреля по июнь. Самки способны размножаться с 6 лет. Самцы достигают половой зрелости намного позже — в 12 лет. Беременность длится 16 месяцев, рождается 1 детёныш. Масса новорожденного около 100 кг, длина тела — около 1,8 м. Отлучение от груди происходит в возрасте 23—27 месяцев. После этого самка способна рожать только через 4 года.
Максимальная продолжительность жизни у самок составляет 59 лет, у самцов — 46 лет.

## Распространение
Обыкновенные гринды распространены в умеренных и приполярных зонах. Они встречаются на большой глубине или в прибрежных водах северной части Атлантического океана, включая Средиземное и Северное море. Ранее были найдены в северо-западной части Тихого океана, где сейчас, вероятно, отсутствуют. Вокруг Антарктики обыкновенные гринды проникают далеко на юг, иногда до 68° южной широты.

## Охранный статус
Исследования, проведённые в 1987 и 1989 годах, показали, что в центральной и северо-восточной части Атлантики находится около 750 000 обыкновенных гринд, в северо-восточной части — около 200 000. Вокруг Антарктики численность гринд оценивается приблизительно в 31 000 особей. Какие-либо свидетельства о глобальном изменении численности этого вида отсутствуют.
Промысел обыкновенных гринд осуществляется на Фарерских островах и в Гренландии. И хотя промысел осуществляется с 9 века, он не вызвал снижения численности животных, как это произошло на Ньюфаундленде. Среднегодовой улов на Фарерских островах оценивается приблизительно в 850 особей.

## Интересный факт
Гринда — единственное известное млекопитающее, у которого нейронов в коре головного мозга больше, чем у человека (и, соответственно, любых других млекопитающих).